# 웨이팅 포 더 바바리안
웨이팅 포 더 바바리안(영어: Waiting for the Barbarians)은 이탈리아에서 제작된 치로 구에라 감독의 2019년 드라마 영화이다. 존 맥스웰 쿳시의 동명의 소설을 바탕으로 제작되었다. 조니 뎁 등이 주연으로 출연하였다.
이 영화는 2019년 9월 6일 베니스 영화제에서 초연되었다. 2020년 8월 7일 Samuel Goldwyn Films를 통해 개봉하였다.

## 출연

### 주연
- 조니 뎁 : 졸 대령 역
- 로버트 패틴슨 : 만델 대위 역
- 마크 라이런스 : 치안 판사 역

### 조연
- 그레타 스카치 : 마이 역
- 다비드 덴칙 : 점원 역
- 샘 리드 : 중위 역
- 해리 멜링 : 수비대 병사 4 역